# Nyaminiho
Nyaminiho är ett vattendrag i Burundi.   Det ligger i provinsen Muramvya, i den västra delen av landet, 20 km nordost om huvudstaden Bujumbura.
Omgivningarna runt Nyaminiho är en mosaik av jordbruksmark och naturlig växtlighet. Runt Nyaminiho är det tätbefolkat, med 297 invånare per kvadratkilometer.